# Tallós

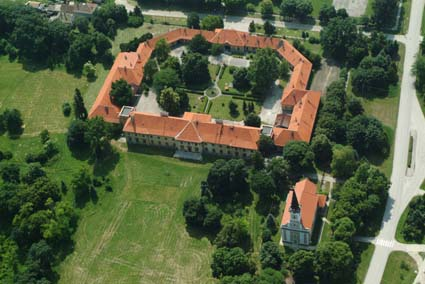
Tallós – kastély

Tallós (szlovákul Tomášikovo): község Szlovákiában, a Nagyszombati kerület Galántai járásában.

## Fekvése
Galántától 10 km-re délre, a Kis-Duna mellett fekszik.

## Nevének eredete
A magyar tarló, tallózik (= kalászt szedeget) szavakból ered, mégis sokan Tarhossal, Árpád fejedelem legidősebb fiával hozzák kapcsolatba. Más források szerint elnevezése egy Tálos nevű halásztól származik. Ezt a helyi néphagyományon alapuló elméletet a tallósi egyházi anyakönyv 19. századi bejegyzéseiben szereplő Tálos vezetéknevek is alátámasztják. A község több évszázadon keresztül használatos Tallós elnevezését a csehszlovák hatóságok az első világháború után Tálošra változtatták. A község Magyarországhoz való visszacsatolását követően 1938 és 1945 között ismét Tallós. A második világháború után a csehszlovák hatóságok kezdetben Tallóšra, majd 1948-tól Tomášikovóra nevezték át annak ellenére, hogy sem Samuel Tomášik neves szlovák író és költő, sem Jozef Tomášik szlovák költő pályafutása nem érintette a községet. Címerében egy csónakon keresztültett evező és szigony, két rózsával körülvéve, s a harmadik rózsa egy szívből nő ki.

## Története
Őskortól fogva lakott hely, határában őskori telepek nyomai láthatók. A szakirodalomban szerepel egy mára már valószínűsíthetően elveszett urna, mely feltehetően egy 6-7. század környékére tehető hamvasztásos rítust követő temetőből származott. A Dinnyedomb dűlőben 8-10. század körülire keltezhető kerámialeletek kerültek elő. A temető mögötti helyen 1983-ban csontvázas sírból kerültek elő 8. századra keltezhető leletek. A falu határában (Horné húsie) 11-12. századi településnyomokra bukkantak. Ezen lelőhelyek mára minden bizonnyal megsemmisültek.
A mai falu a 15. és 16. század fordulóján, kiterjedt mocsaras által körülvett homokbuckák környékén keletkezett. A feltételezések szerint eredetileg halászok, rákászok és vadászok lakhelye volt. Ezt a címere is tükrözi. 1664-ben Selle (Vágsellye) náhijébe tartozott, és hét fejadófizetőt említ a török adóösszeírás.
1760-ban Esterházy Ferenc kastélyt építtetett itt barokk-klasszicista stílusban. 1763-ban Mária Terézia itt létesítette az első állami árvaházat a Magyar Királyságban.
1880-ban a beszüntetett postahivatal újraindult.
A falu kegyhelye a temetőben levő lourdes-i barlang, amelyet egy – az első világháború előtti években – Lourdes-ban meggyógyult gyermek szülei állítottak hálából a Szűzanyának. A kegyhelyen később több csodálatos gyógyulás is történt, búcsújáróhely lett.
A trianoni békeszerződésig Pozsony vármegye Galántai járásához tartozott. 1918-ban Csehszlovákia része lett, 1938 novemberében újból Magyarországhoz került. 1944-ben német egységek szállták meg, 1945. április 1-jén foglalta el a szovjet Vörös Hadsereg. Újkeletű szlovák nevét (Tomášikovo) 1948-ban kapta.
Vályi András szerint „TALLÓS. Magyar falu Pozsony Várm. földes Ura Gr. Eszterházy Uraság, lakosai katolikusok, fekszik Dudvág’ folyása mellett; határja 2 nyomásbéli, és jó, erdeje is van.”
Fényes Elek szerint „Tallós, magyar falu, Poson vmegyében, a Dudvágh vizénél, Diószeghtől délre 2 mfd. Diszére szolgál az urasági ujabb izléssel épűlt kastély és kert, kath. paroch. templom, s más gazdasági tiszti épületek, 1034 kath., 2 evang., 9 zsidó lakosai szép gazdaságot folytatnak; számos szarvasmarhát, lovat nevelnek. Van itt továbbá egy fáczányos kert, vizimalom, nagy erdő, mellyben számos vad találtatik, nézésre méltó urasági juh- és lótenyésztés. F. u. gr. Eszterházy Mihály, s feje egy uradalomnak. Ut. p. Szered.”

## Népessége
| Év:            | 1994. | 2004.   | 2014.   | 2024.   |
| -------------- | ----- | ------- | ------- | ------- |
| Emberek száma: | 1488  | 1574    | 1645    | 1805    |
| Eltérés:       |       | +5,77 % | +4,51 % | +9,72 % |

| Év:            | 2023. | 2024.   |
| -------------- | ----- | ------- |
| Emberek száma: | 1796  | 1805    |
| Eltérés:       |       | +0,50 % |

1910-ben 1900, túlnyomórészt magyar anyanyelvű lakosa volt.
2011-ben 1601 lakosából 1351 magyar, 188 szlovák és 30 roma volt.
2021-ben 1736 lakosából 1245 (+45) magyar, 315 (+32) szlovák, 21 (+111) cigány, 7 (+1) egyéb és 148 ismeretlen nemzetiségű volt.

## Neves személyek
- Itt lakott – vélhetően itt is született 1675 körül – Koncz Márton vízimolnár, a Rákóczi-szabadságharc legendás hírszerzője.
- Itt született 1869. december 14-én Mihalik Dániel festőművész.
- Itt született 1862-ben Vámossy István orvos.
- Itt született 1947-ben Koday György levéltáros.[13]
- Itt élt Gágyor József (1941-2022) pedagógus, néprajzi gyűjtő, helytörténész.
- Habsburg Károlyt 2013-ban a község tiszteletbeli polgárává avatták.

## Nevezetességei

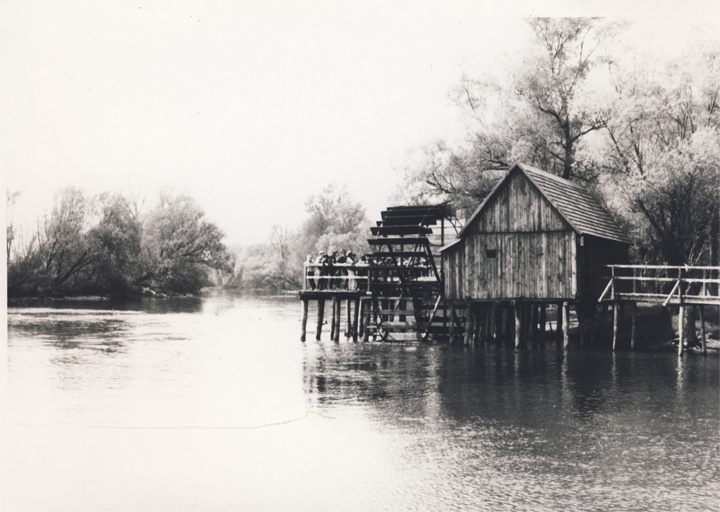
A vízimalom 1985-ben
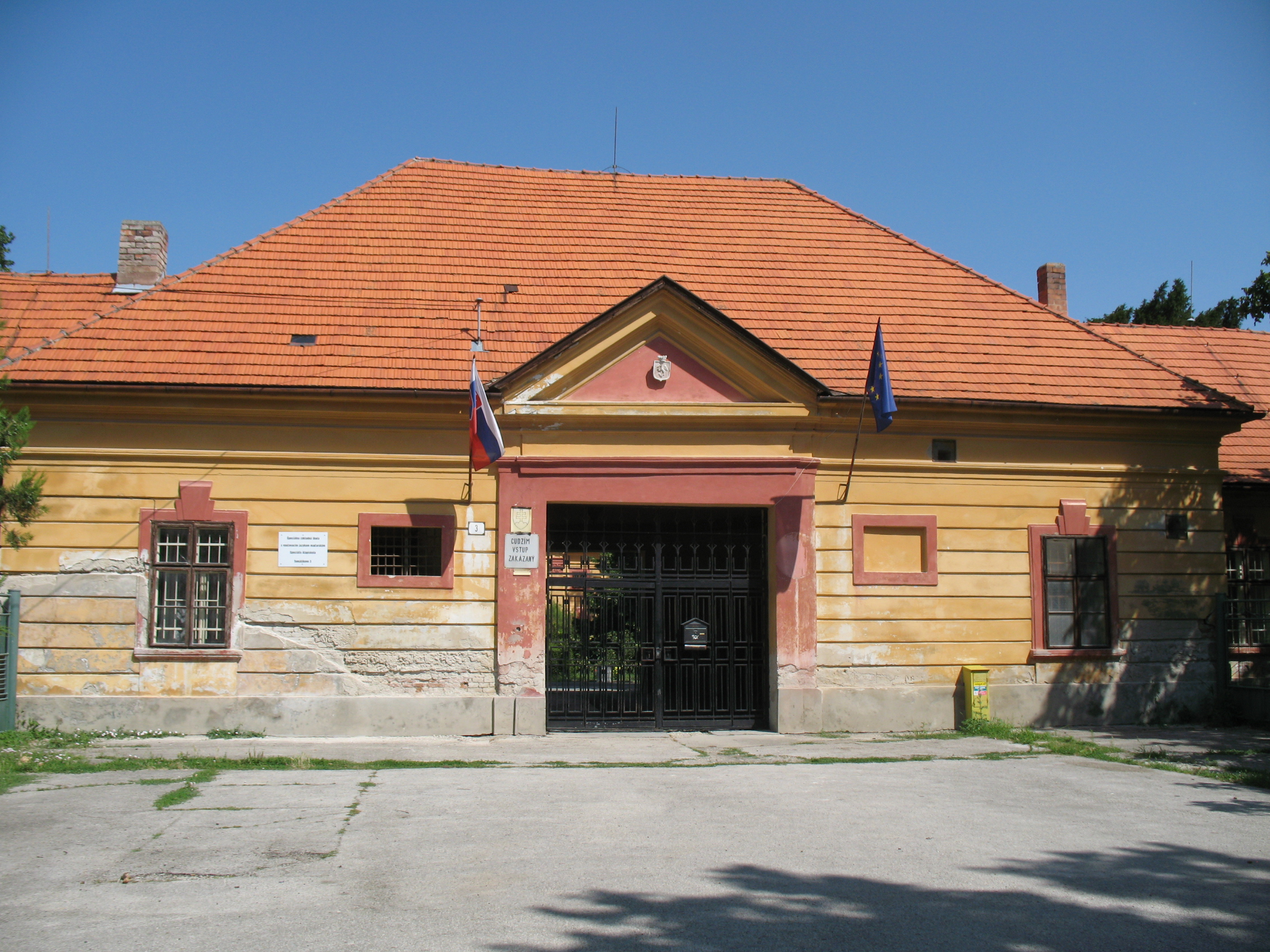
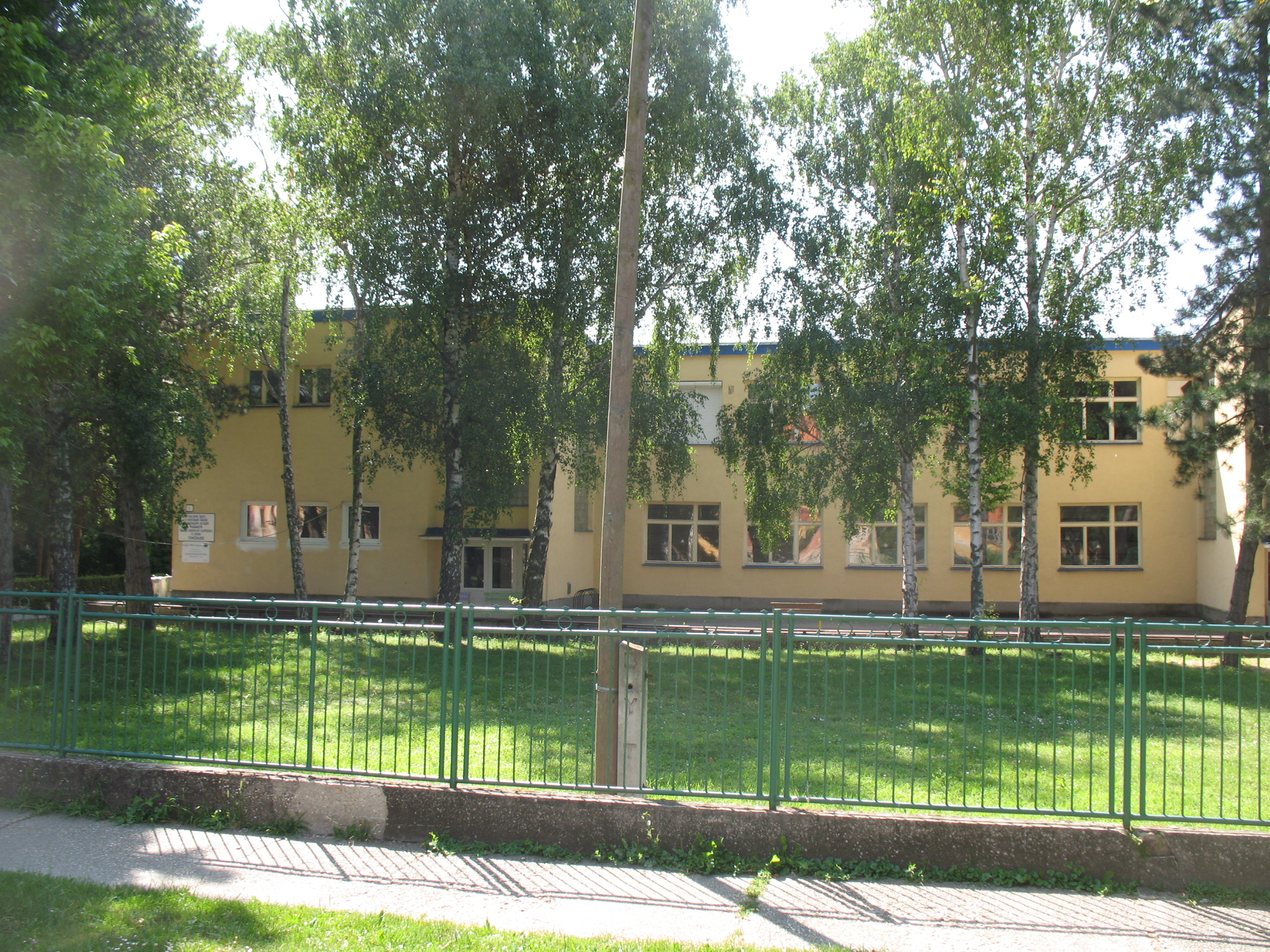

- Esterházy-kastély – A főtéren álló kétemeletes kastélyt Eszterházy Ferenc főkancellár építtette, 1760-ban. Volt árvaház 1763–1785, illetve 1787 között, ill. büntetőintézet,[14] később iskola lett. Parkja természetvédelmi terület.[15] A felújításra szoruló kastély tulajdonosa az oktatásügyi minisztérium. 1763-ban Mária Terézia tölgyfát ültetett el a parkban, amely ma is él. 2013 őszén az árvaház alapításának 250. évfordulóján megrendezett ünnepség keretében Habsburg Károly tölgyfát ültetett a kastélyparkban.[16]
- Római katolikus temploma 1798 és 1801 között épült barokk stílusban, toronyórája 1836-ból való.
- A Fekete-víz jobb partján 1756-ból való Nepomuki Szent János-szobor áll.
- A határában álló Maticza-vízimalom 1893-ban épült.
- Védett terület a falutól északnyugatra fekvő tallósi homokdűne.

## Iskolák
- Iskolájának legkorábbi említése 1732-ből származik.
- Kastélyában 1967 óta speciális általános iskola működik. Korábban kollégiuma is volt. A 2012/2013-as tanévben 31 tanulója és négy tanítója volt, s az oktatás már csak három tanteremben folyt.[17]

## Kultúra
- Tallósi Esztrádcsoport

## Külső hivatkozások
- Hivatalos oldala
- Honlap
- Tallósi vizimalom